# Neoplan Centroliner
A Neoplan Centroliner egy alacsonypadlós városi autóbusz, amelyet először 1997-ben mutattak be, és amelyet elsősorban a Neoplan Bus GmbH készített az európai piac számára. Tervezője Gottlob Auwärter volt. A modellt 1997 és 2006 között gyártották. Utódja 2003 óta a Centroliner Evolution volt.

## Leírása
A buszokat belső égésű motorokkal hajtották meg, amelyeket a padlóra vagy a toronymotorra szereltek be (midi buszok, N 4416 és N 4420 háromajtós változata, 12 méteres kétfedelű motor). Választható motorok MAN (dízel, földgáz) vagy a Daimler-Benz / DaimlerChrysler (dízel), külföldi megrendelésekre (Hong Kong) készült, valamint az M sorozat motorjait a Cummins telepítette. Az N 4413, amelyet csak 2002 és 2004 között gyártottak, kizárólag földgázmotorral volt kapható.

## Járműállomány

### Miskolc
| Járműállomány | 35db                                                |
| Évjárat       | 2006                                                |
| Motor         | Euro 4-es MAN D2866 LUH51                           |
| Sebességváltó | Voith 864,5                                         |
| Teljesítmény  | 228kW (305.75 LE)                                   |
| Férőhely      | 41 ülőhely, 97 állóhely                             |
| Hossz         | 18720mm                                             |
| Szélesség     | 2500                                                |
| Magasság      | 2985                                                |
| Felszereltség | alacsonypadlós kivitel kihajtható rámpával          |
| Felszereltség | külső-belső vizuális, belső hangos utastájékoztatás |
| Felszereltség | ABS, ASR, EBS                                       |
| Felszereltség | légkondicionáló                                     |